# بوب كوبر (صحفي)
بوب كوبر (بالإنجليزية: Bob Cooper)‏ هو صحفي أمريكي، ولد في 16 يوليو 1954.